# 以色列总拉比院
以色列总拉比院（羅馬化：Ha-Rabbanut Ha-Rashit Li-Yisra'el），為以色列法定的犹太教最高拉比权威。以色列总拉比院拥有行政权力为以色列犹太人訂定宗教措施。总拉比院还會解答散居国外的犹太組織提出的哈拉卡宗教法问题。设置一委員会行使其職權。2位首席拉比轮流担任首席拉比委员会的主席。
以色列总拉比院由2名首席拉比组成：一名阿什肯納茲系拉比和一名塞法迪系拉比；后者也被称为里雄莱锡安（Rishon leZion）。首席拉比的任期为10年。现任阿什肯納茲系犹太人首席拉比是卡尔曼·贝尔，塞法迪系首席拉比是大卫·约瑟夫，两人均于2024年开始任职
拉比对以色列犹太人生活的许多方面拥有管辖权。管辖范围包括身份法问题，如犹太婚姻和犹太离婚，以及犹太墓葬、皈依犹太教、犹太洁食法和犹太洁食认证、犹太移民到以色列（olim）、犹太圣地监督、监督以色列的拉比法庭、与各种浸禮池（mikvaot）和犹太学校合作。
拉比法庭是以色列司法系统的一部分，由宗教事務部管轄。拉比法庭对犹太人的结婚和离婚拥有专属管辖权；並在个人身份、赡养费、子女抚养费、监护权和继承权等方面，与地方法院拥有平行管辖权。宗教法庭的判决，与一般司法系统一样，由警察等其他行政机构执行。 
以色列总拉比院駐地，目前設於耶路撒冷。1992年後，此前使用的所羅門宮今作为博物馆使用。

### 註腳
1. ↑  "Chief Rabbinate of Israel Law, 5740 (1980)"
2. ↑  中央社訊息平台. . www.cna.com.tw.   [2025-08-19] （中文（臺灣））.
3. ↑  Team, Internet. . 駐台拉維夫台北經濟文化辦事處 Taipei Economic and Cultural Office in Tel Aviv.   [2025-08-19] （中文（臺灣））.
4. ↑  Breuer, Eliav. . Jerusalem Post. September 29, 2024  [September 30, 2024].
5. ↑  . The Jerusalem Post. 2024-10-31  [2024-11-02] （英语）.
6. ↑  .   [2023-11-04]. （原始内容存档于2016-10-01）.